# Grb Mestne občine Celje
Grb Mestne občine Celje je bil prevzet po delu grba Celjskih grofov, ki je bil prevzet od Vovbržanov. Prikazan je na španskem ščitu.
Na popolnoma modri podlagi se nahajajo tri šesterokrake zvezde, ki so razporejene v obliki navzdol obrnjenega trikotnika.
Grb se nahaja na sredini zastave občine.